# Диаките, Дауда
Дауда́ Диаките́ (фр. Daouda Diakité, 30 марта 1983, Уагадугу) — буркинийский футболист, вратарь. Выступал за сборную Буркина-Фасо. Серебряный призёр Кубка африканских наций.

## Карьера

### Клубная
Дауда Диаките начал свою карьеру на Родине, в Буркина-Фасо. Его первой командой стал столичный клуб «Этуаль Филант». Его цвета Диаките защищал три года и стал за это время обладателем Кубка Буркина-Фасо.
В дальнейшем перешёл в египетский клуб «Эраб Контракторс». После шести лет в этом клубе голкипер перебрался в Европу, в клуб третьего бельгийского дивизиона «Тюрно». Позднее подписал контракт с командой высшей бельгийской лиги «Льерс», но не сыграл за неё ни единого официального матча.
В 2013 году вернулся в Африку, сначала присоединившись к чемпиону Габона, клубу «Мунана», а потом перейдя в южноафриканский «Фри Стэйт Старс».

### Международная
В 2003 году Дауда Диаките был основным голкипером молодёжной сборной Буркина-Фасо, участвовавшей в чемпионате мира. На этом турнире буркинийцы выиграли свою группу, но на стадии 1/8 финала были выбиты канадцами. В том же году дебютировал в составе основной сборной Буркина-Фасо.
Диаките принимал участие в Кубках Африки 2010, 2012 и 2013 годов, все разы являясь основным вратарём сборной. В 2013 году дошёл со своей командой до финала, но в нём буркинийцы с минимальным счётом 0-1 уступили нигерийцам.